# Кларк Сміт
Кларк Сміт (англ. Clark Smith, нар. 17 квітня 1995, Атланта, Джорджія, США) — американський плавець, олімпійський чемпіон 2016 року.
Американський плавець, який спеціалізувався на вільному стилі та батерфляї. Завоював золоту олімпійську медаль на літніх Олімпійських іграх 2016 року в Ріо-де-Жанейро. Він є сином Джона і Торі Сміт, які обидва займалися плаванням в Техаському університеті. Його батько Джон був чемпіоном NCAA у складі команди Texas Longhorns. Його мати Торі представляла США на літніх Олімпійських іграх 1984 року в Лос-Анджелесі.

## Виступи на Олімпійських іграх
| Олімпіада | Дисципліна             | Місце |
| --------- | ---------------------- | ----- |
| Ріо 2016  | 4x200 м вільним стилем | 1     |